# Frangula azorica
Frangula azorica Tutin é uma espécie de plantas da família Rhamnaceae conhecida pelo nome comum de sanguinho, endémica nos Açores, onde ocorre em todas as ilhas, com exceção da Graciosa.

## Descrição
Apresenta-se como uma árvore de folhagem caduca que pode atingir os 10 metros de altura. Tem folhas grandes, largas, elípticas e acuminadas, com nervuras laterais paralelas, pubescentes na página inferior.
As flores desta árvore são pequenas, amareladas e os frutos em forma de drupas são avermelhados ou negro-purpúreos quando maduros. Apresenta floração entre maio e julho.
Esta planta apresenta madeira dura e de tom avermelhado, no entanto não há registos da sua utilização.